# 3366 Gödel
A 3366 Gödel (ideiglenes jelöléssel 1985 SD1) a Naprendszer kisbolygóövében található aszteroida. T. Schildknecht fedezte fel 1985. szeptember 22-én.